# زیگفرید فلش
زیگفرید فلش (آلمانی: Siegfried Flesch; ۱۱ مارس ۱۸۷۲ – ۱۱ اوت ۱۹۳۹) شمشیرباز اهل اتریش بود.